# Sulya
Sulya (o Sullia) è una suddivisione dell'India, classificata come town panchayat, di 18.026 abitanti, situata nel distretto del Kannada Meridionale, nello stato federato del Karnataka. In base al numero di abitanti la città rientra nella classe IV (da 10.000 a 19.999 persone).

## Geografia fisica
La città è situata a 12° 34' 0 N e 75° 22' 60 E e ha un'altitudine di 107 m s.l.m..

## Società

### Evoluzione demografica
Al censimento del 2001 la popolazione di Sulya assommava a 18.026 persone, delle quali 9.380 maschi e 8.646 femmine. I bambini di età inferiore o uguale ai sei anni assommavano a 2.036, dei quali 1.058 maschi e 978 femmine. Infine, coloro che erano in grado di saper almeno leggere e scrivere erano 14.183, dei quali 7.751 maschi e 6.432 femmine.